# Mean Machines de Stockholm
Pour les articles homonymes, voir Mean.
Les Mean Machines de Stockholm (Stockholm Mean Machines) est un club suédois de football américain basé à Stockholm. Ce club qui évolue au Stade Zinkensdamms fut fondé en 1982. Il fut créé sous le nom de Danderyd Mean Machines avant d'adopter son nom actuel au milieu des années 1990.

## Palmarès
- Champion de Suède : 1990, 1997, 1998, 1999, 2000, 2002, 2004, 2005, 2006, 2008, 2009, 2018, 2019, 2022, 2023
- Vice-champion de Suède : 1985, 1987, 1992, 2001